# Église du Gesù de Palerme
Pour les articles homonymes, voir Église du Gesù (homonymie).
L’église du Gesù est la plus importante église baroque de Palerme, en Sicile (Italie). Construite au début du XVIIe siècle, comme église de la maison professe des jésuites, elle fait partie du patrimoine artistique de la Sicile depuis 1892. Elle a été rénovée en 2009.

## Histoire

### Collège jésuite
Sollicité par le vice-roi de Sicile, Juan de Vega, Ignace de Loyola envoie Jacques Lainez avec un petit groupe de jésuites ouvrir un collège à Palerme : celui-ci ouvre ses portes le 24 novembre 1549. Le projet parallèle d’un collège arabe n’aboutira pas.
En 1553 le collège déménage et s’installe dans les bâtiments d’une ancienne abbaye basilienne, là où se trouve aujourd’hui la maison professe. L’église étant trop exiguë pour les activités pastorales et éducatives des jésuites, il est décidé de bâtir un nouvel édifice. L’architecte jésuite Giovanni Tristano en fait le dessin et dirige les travaux : ils commencent en 1564 et se terminent en 1577.

### Maison professe et église

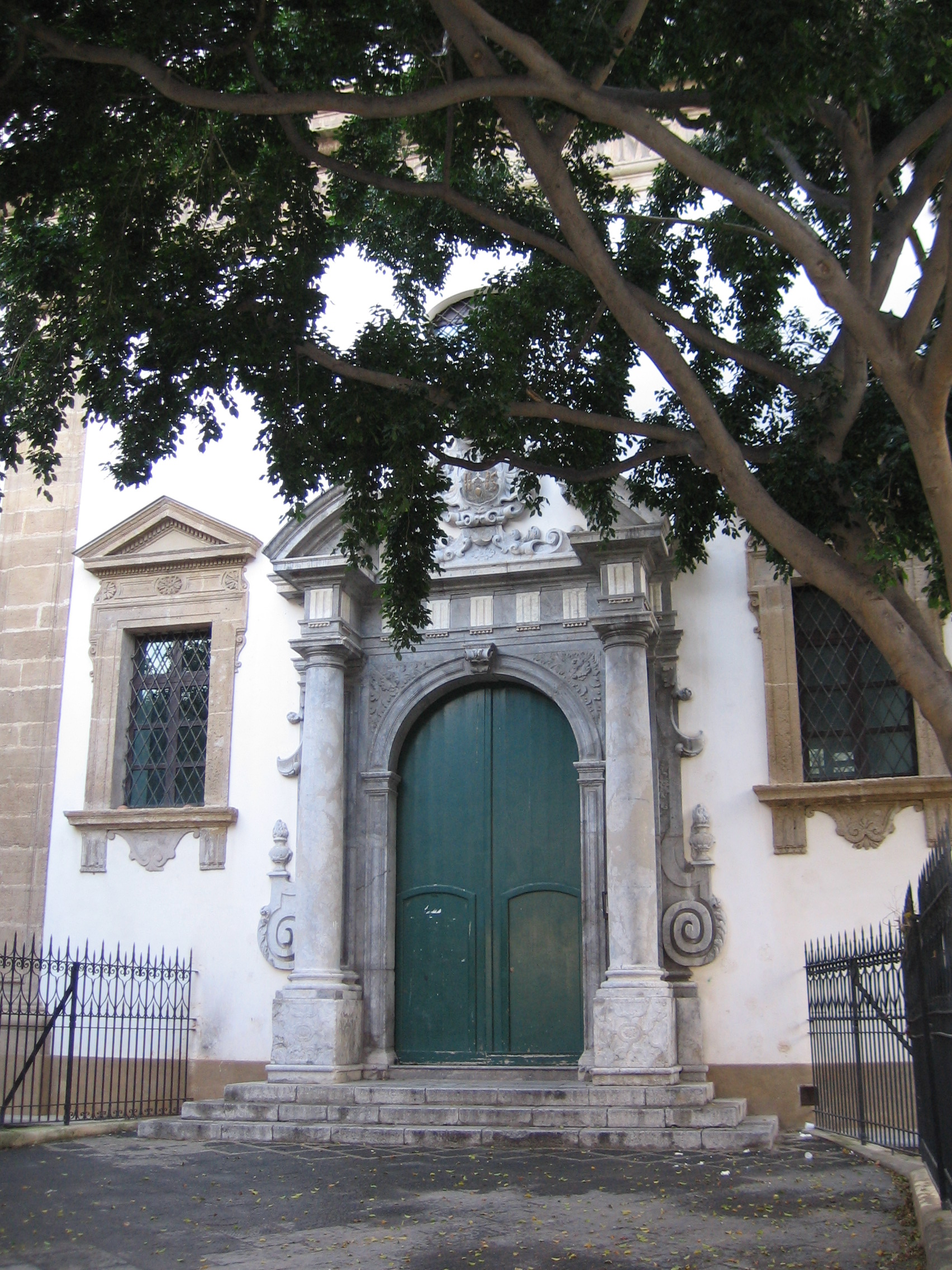
Entrée de la maison professe de Palerme.

Le nombre de jésuites à Palerme augmentant, une nouvelle résidence est construite en 1583, qui aura le statut de maison professe. Le collège déménage à nouveau et s’installe au palais Bonetta d’abord, et, à partir de 1588, sur ce qui est aujourd’hui le Corso Vittorio Emanuele, près de la cathédrale de la ville.
La première église avait une nef unique, flanquée de vastes chapelles latérales et aboutissant à un transept. En 1591 pour adapter l’édifice aux exigences de grandes prédications demandant un espace plus large pour accueillir la foule, les murs mitoyens des chapelles latérales sont abattus, donnant ainsi de vastes bas-côtés à la nef centrale.
Avant même que le siècle ne s'achève on pense déjà à un nouvel agrandissement... De nouveaux travaux commencent en 1606 : les collatéraux sont transformés en nefs et de nouvelles chapelles latérales sont ajoutées de part et d’autre, servant en quelque sorte d’arcs-boutants. Un jésuite de Messine, Natale Masuccio en est le maître d’œuvre. Ce sera ensuite Tommaso Blandino (jusqu’en 1629).
La nouvelle grande église est consacrée en 1636. Quant à la décoration intérieure, commencée en 1597 elle ne se sera pas achevée avant l’expulsion des jésuites de Sicile en 1767. Elle reprendra même après leur retour en 1805...
Durant la Seconde Guerre mondiale l’église est touchée lors du bombardement de Palerme, le 9 mai 1943. Dans son effondrement la coupole entraîne une grande partie du chœur et du transept détruisant leurs décorations murales. Les dégâts sont considérables. Les travaux de reconstruction - à l’identique - sont menés rondement et l’église est rouverte au culte le 5 décembre 1954.
La communauté jésuite d’aujourd’hui (2009) n’occupe qu’un espace restreint de la maison professe qui est devenue la bibliothèque municipale de Palerme.
Une restauration complète entreprise en 2007 dure deux ans. Le 24 février 2009, la réouverture au culte est marquée par la célébration d’une messe solennelle en présence des autorités civiles et religieuses de Palerme.

## Extérieur
- Le campanile se trouve à une certaine distance de l’église, en fait sur une autre place (piazza SS Quaranti martiri). Il date du XVIIIe siècle et est édifié sur les fondations d’une tour plus ancienne (XIVe siècle).

- Sur la façade les statues de Saint Ignace et Saint François-Xavier (canonisés en 1622) occupent deux niches. Au-dessus de la porte principale, une autre niche de plus grande dimension abrite une statue de ‘Sainte Marie de la Grotte’, à laquelle était consacrée l’ancienne abbaye basilienne.

## Décoration intérieure

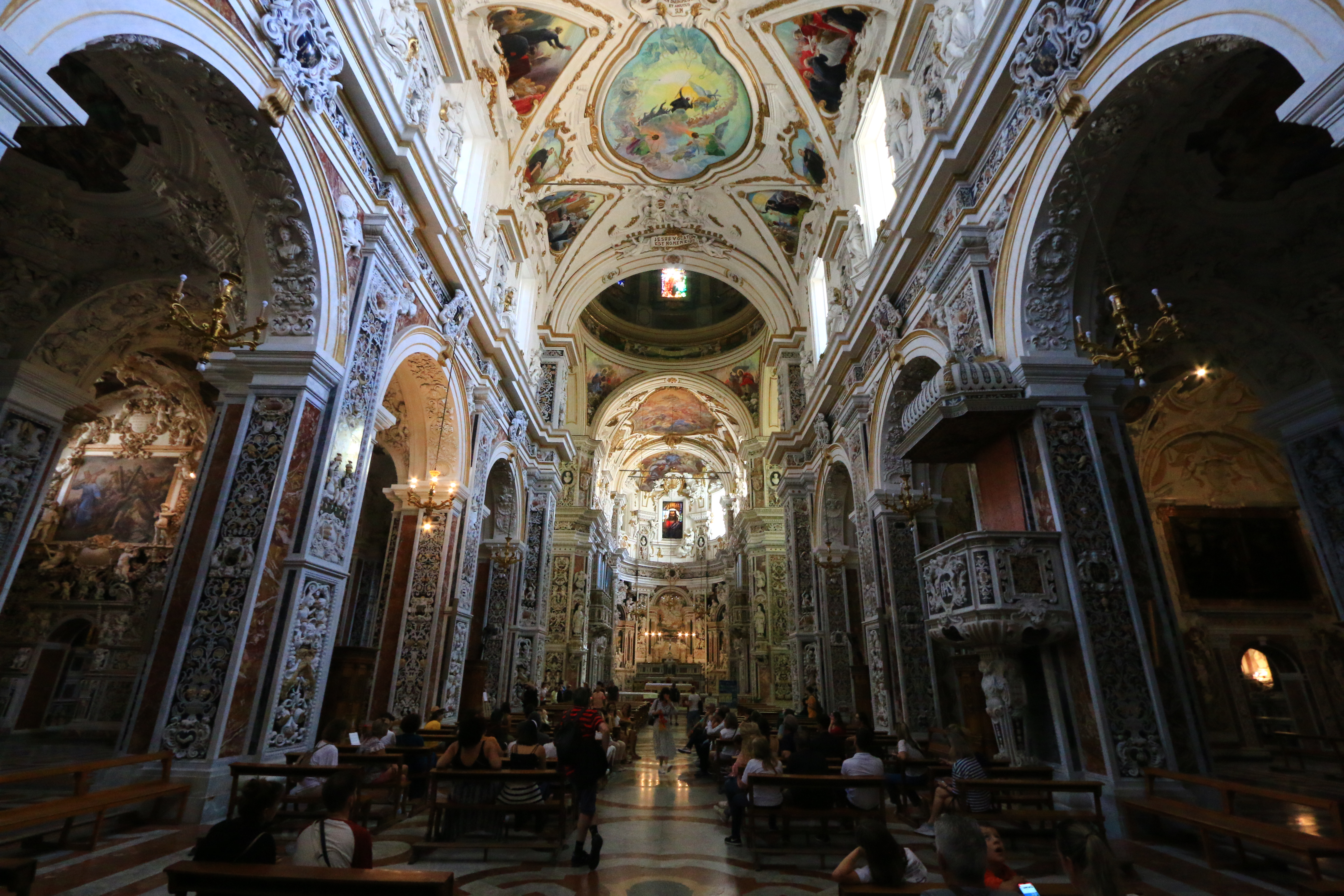
Vue de la nef de l'église du Gesù.

- Les marbres de l’abside sont un exemple de baroque sicilien. La tribune de l’abside est ornée de bas-reliefs de marbre impressionnants : l’Adoration des bergers (1710-1714) et l’Adoration des mages (1719-1721), œuvres de Gioacchino Vitagliano (de).

- Les murs sont couverts de marbres, de marqueteries, de statues et d’arabesques, constituant un ensemble artistique fusionnant harmonieusement architecture, peinture et décoration plastique. Particulièrement réussis sont les motifs floraux, allégoriques (eau, feu, terre, air) ou figuratifs faits de marqueterie et marbre de couleur.

- Les chapelles latérales dédiées à la Vierge, au Crucifix, aux saints martyrs, saints confesseurs, François de Borgia, Louis de Gonzague, et à la sicilienne Sainte Rosalie, ont chacune leurs caractéristiques propres. Outre les décorations et arabesques il s’y trouve quelques toiles de maîtres, dont deux tableaux de Pietro Novelli (Saint Paul ermite, et Saint Philippe d’Agire).

- Dans le transept gauche : la chapelle de Saint Ignace, avec statue du saint triomphant de l’hérésie (copie de celle qui se trouve à Saint-Pierre de Rome) dans celui de droite la chapelle de Saint François-Xavier.

- Les orgues sont de facture récente. Construites en 1954 par de la maison Tamburini de Crema elles comportent un quadruple clavier et un pédalier monté en rayons. Avec ses 4 000 tuyaux, elles contribuent, au-delà des cérémonies religieuses, à faire de l’église un des plus importants lieux de rencontre musicale en Sicile.